# Lluert occidental
El lluert occidental o llangardaix verd occidental (Lacerta bilineata) és una espècie de sauròpsid (rèptil) de la família dels lacèrtids que viu a Europa occidental, incloent-hi Catalunya i Andorra.

## Distribució i hàbitat

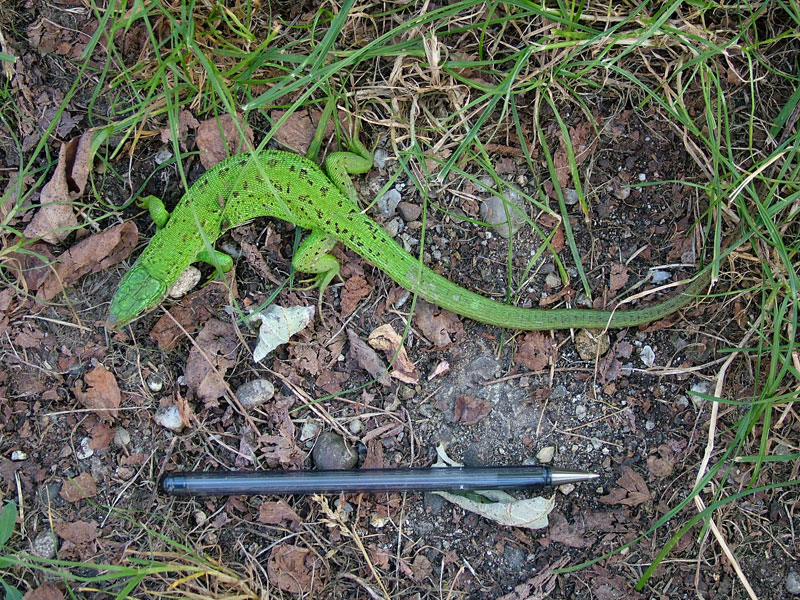
Lluert a França

El lluert occidental és un llangardaix que es troba a Europa occidental. El seu límit sud és l'Ebre i més al nord de França es troba només de manera puntual. Manca al País Valencià i a les Illes Balears.
A Catalunya es troba al nord, a les zones humides com la serra de l'Albera, el Montseny, Guilleries-Collsacabra, la Garrotxa, Vall d'Aran, la Catalunya Nord i Andorra.
Els lluerts es troben als marges de les zones forestals, com rouredes, pinedes de pi roig, alzinars humits, boscos de ribera, castanyedes i fagedes. També es troben en prats de dalla i matolls. A vegades van als rocams i tarteres, on els agrada estendre's molt quiets al sol per escalfar-se una estona. El lluert està amenaçat per la pèrdua d'hàbitat, sobretot per la urbanització i l'activitat humana.

## Morfologia i costums
És de color verd brillant. Tot i que es confon sovint amb el llangardaix ocel·lat (Timon lepidus), acostuma a ser més minso, de coloració més intensament verda i li manquen els ocels blaus laterals. Als Països Catalans, està menys estès que el seu cosí.
És un llangardaix àgil i ràpid que pot fer uns 40 cm de llargada màxima. S'alimenta preferentment d'invertebrats, com cucs, papaorelles, cucs de bola, caragols i també d'altres rèptils més menuts, cireretes d'arboç i mores.
És un animal ovípar. Després d'una gestació d'entre 3 i 6 setmanes, la femella pon de 6 a 23 ous que fan uns 2 cm. Fiquen els ous en forats en la terra d'uns 10 cm de profunditat i els guarden amb zel, àdhuc contra altres femelles.

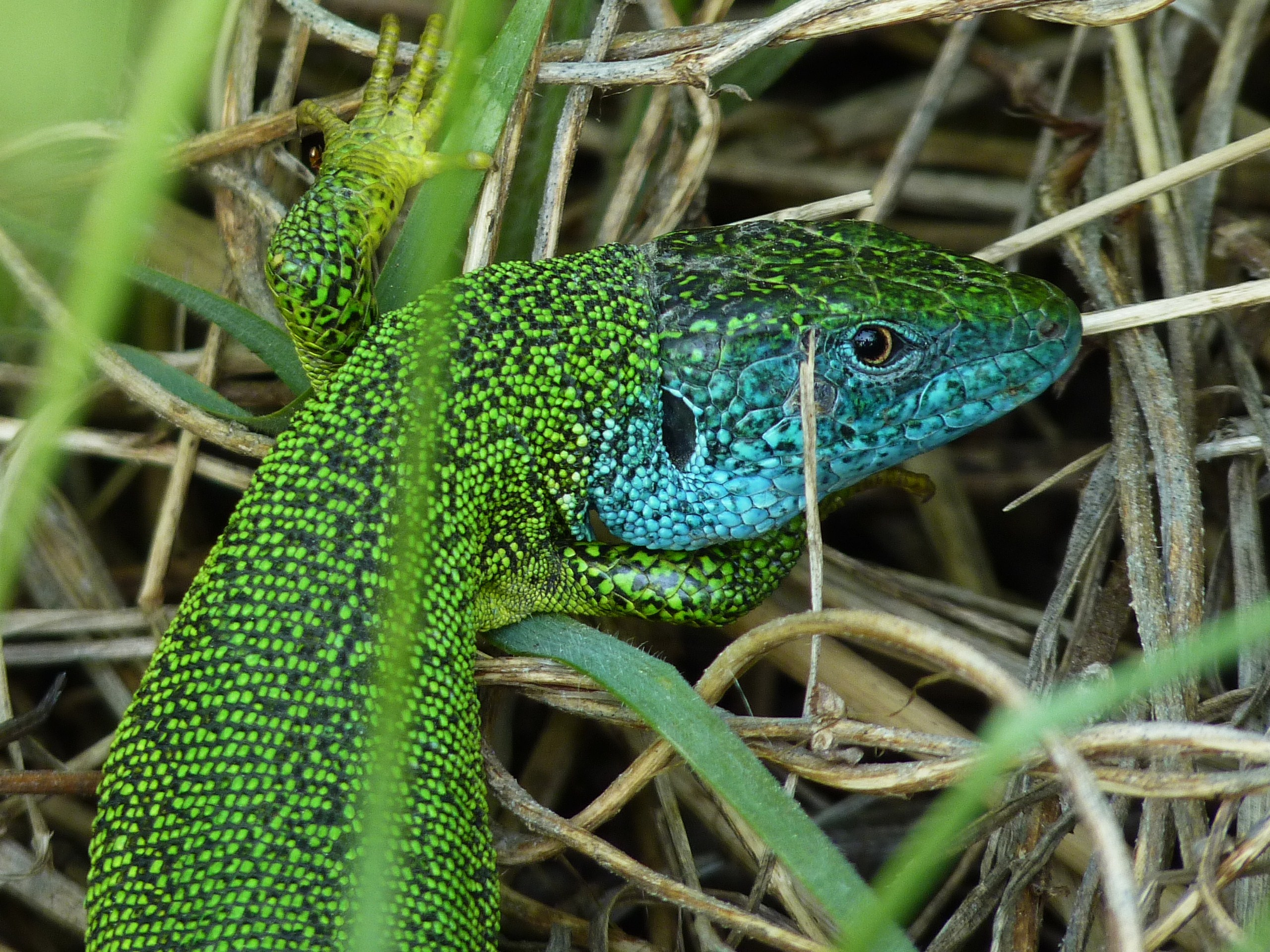
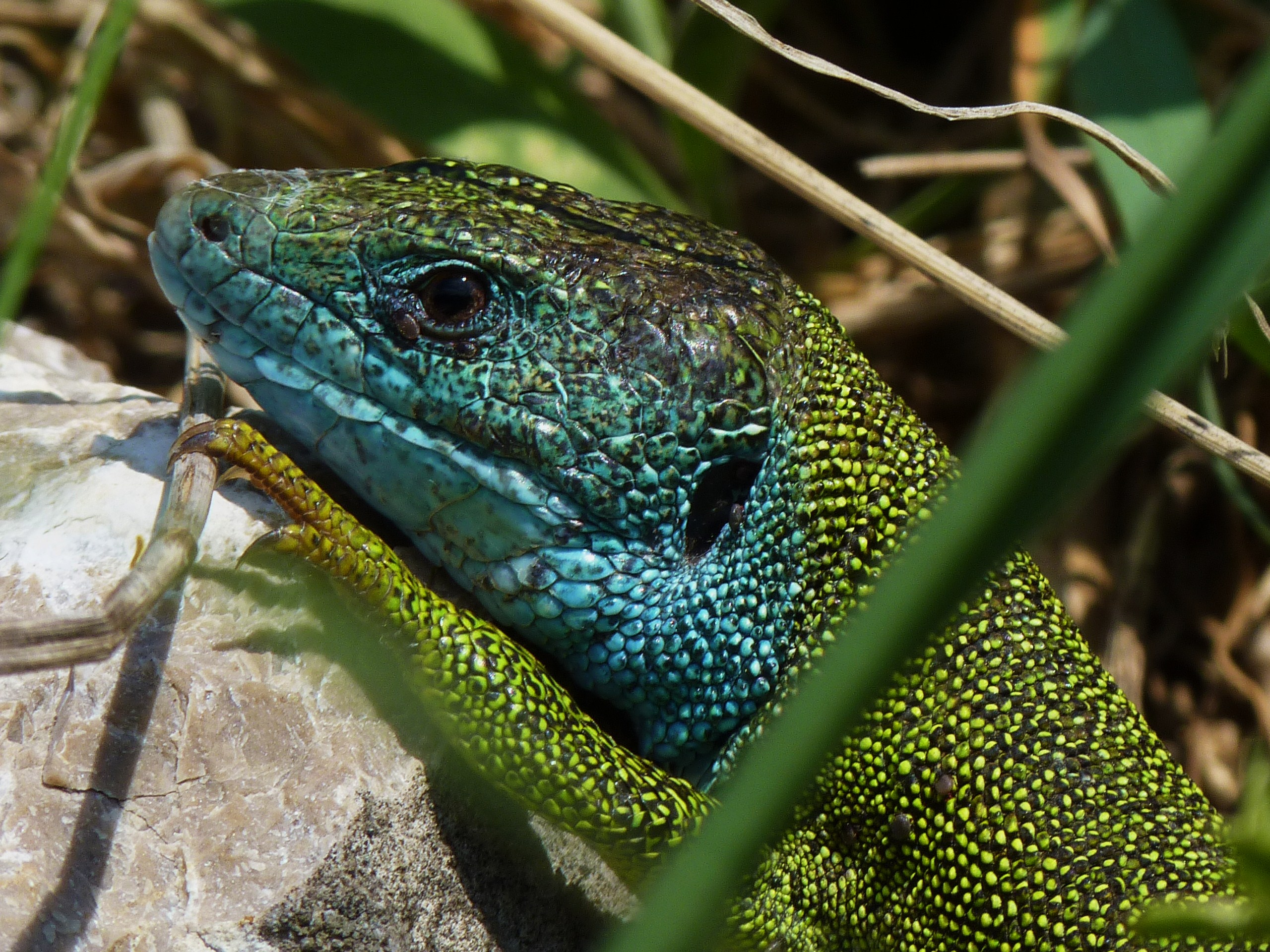

## Taxonomia i subespècies
Taxonòmicament el lluert (ara catalogat com a "lluert occidental") ha estat separat darrerament de l'espècie de lluert oriental (Lacerta viridis). Aquesta ha retingut el nom original del conjunt de les dues espècies, Lacerta viridis, i el "lluert occidental" que es troba a Catalunya s'ha rebatejat com a Lacerta bilineata.
Subespècies:
- Lacerta bilineata bilineata Daudin, 1802
- Lacerta bilineata chloronota Rafinesque-Schmaltz, 1810
- Lacerta bilineata indet (Elbing, 2001)[3]